# Shane McConkey
Shane McConkey, né le 30 décembre 1969 à Vancouver et décédé le 26 mars 2009 dans les Alpes italiennes (Dolomites), était un skieur professionnel et base-jumper canadien. Bien que né à Vancouver au Canada, il a résidé une grande partie de sa vie à Squaw Valley aux États-Unis.

## Résultats en compétition
2000 :
- Nea Award Winner - Freeskiing Male
- Bridge Day Championships - 5e.
- 3rd Exit Style Winner of Judges Choice Award
- Gravity Games Big Mtn. Champion, Gravity Games Skiercross - 6e
- Gravity Games Big Air - 7e
- X-Games Skiercross - 5e
- Japan Core Games Skiercross Champion- 3e.
- Johnny Moseley Invitational - 3e.

1999 :
- ESPN X-Games Skier Cross - 2e.
- IFSA World Tour of Freeskiing - 5e.
- US Freeskiing Nationals - 5e
- World Tour event at Andermatt - 3e.

1998 :
- IFSA World Tour of Freeskiing Champion- 2e.
- European Freeskiing Champion- 2e.
- U.S. Freeskiing Nationals - 2e.
- Canadian Freeskiing Championships-4e.

1996:
- IFSA Overall World Tour Champion - Unofficial tour- 4e.
- European Freeskiing Champion
- U.S. Freeskiing Championships-4e.
- World Extreme Skiing Championships-6e.

1995 :
- U.S. National Freeskiing Champion
- South American Freeskiing Champion
- Pro Mogul Tour Overall - 16e.
- 1st seed and Japan Super Mogul - 7e.

1994 :
- South American Freeskiing Champion
- World Extreme Skiing Championships-2e
- Pro Mogul Tour Overall-8e
- 1st seed and Pro Mogul Tour Event at Copper Mtn. - 1er.

## Filmographie
- McConkey (2013)
- Ultimate Rush (en) (2012)
- G.N.A.R. (2010)
- Superheroes of Stokes (2012)
- In Deep: The Skiing Experience (2009)
- Claim (2008)
- Seven Sunny Days (2007)
- Steep (2007)
- Push (2006)
- Yearbook (2005)
- The Hit List (2005)
- Warren Miller's Higher Ground (2005)
- Focused (2004)
- Ski Movie III: The Front Line (2002)
- Ski Movie 2: High Society (2001)
- Ski Movie (2000)
- There's Something About McConkey (2000)
- 1999
- Global Storming (1999)
- Sick Sense (1998)
- Pura Vida (1997)
- Walls of Freedom (1995)
- TGR's The Realm (1994)
- Immersion (2002)
- Nick Nixon's Alpine Rapture (1993)
- Nick Nixon's Ski Theater (1992)

## Source de la traduction
- (en) Cet article est partiellement ou en totalité issu de l’article de Wikipédia en anglais intitulé « Shane McConkey » (voir la liste des auteurs).